# Lennart Håkansson
Lennart Håkansson, född 11 augusti 1957, är en svensk balettdansare och koreograf.

## Dansare
- 1981 - Balettakademiens treåriga yrkeslinje
- 1983 - Cramérbaletten
- 1985 - Riksteatern
- Teater Bouffons 1988

## Filmografi
- 1983 - Brudarnas källa
- 1987 - Aida

## Koreograf/regiassistent
- Folkoperan - Aida, Trollflöjten, Turandot, Hoffmans Äventyr, Barberaren i Sevilla